# 特勒布猪笼草
特勒布猪笼草（学名：Nepenthes treubiana）是新几内亚西部特有的热带食虫植物，其也可能存在于米苏尔岛。
特勒布猪笼草生长于麦克卢尔海湾（McCluer Gulf）的崖壁上及法克法克半岛的沿海地区。尽管曾有报道称在米苏尔岛上发现过特勒布猪笼草，但斯图尔特·麦克弗森未能在岛上找到特勒布猪笼草，而找到了米蘇爾島豬籠草（N. sp. Misool）。尚未发现特勒布猪笼草的任何自然杂交种。也未有任何关于其变种或变型的描述。

## 扩展阅读
- 自然原生地中的特勒布猪笼草 （页面存档备份，存于）
- B·H·丹瑟的专著：特勒布猪笼草 （页面存档备份，存于）
- 食虫植物照片搜寻引擎中特勒布猪笼草的照片 （页面存档备份，存于）

 维基共享资源上的相關多媒體資源：特勒布猪笼草
 維基物種上的相關：特勒布猪笼草